# Jay Chou

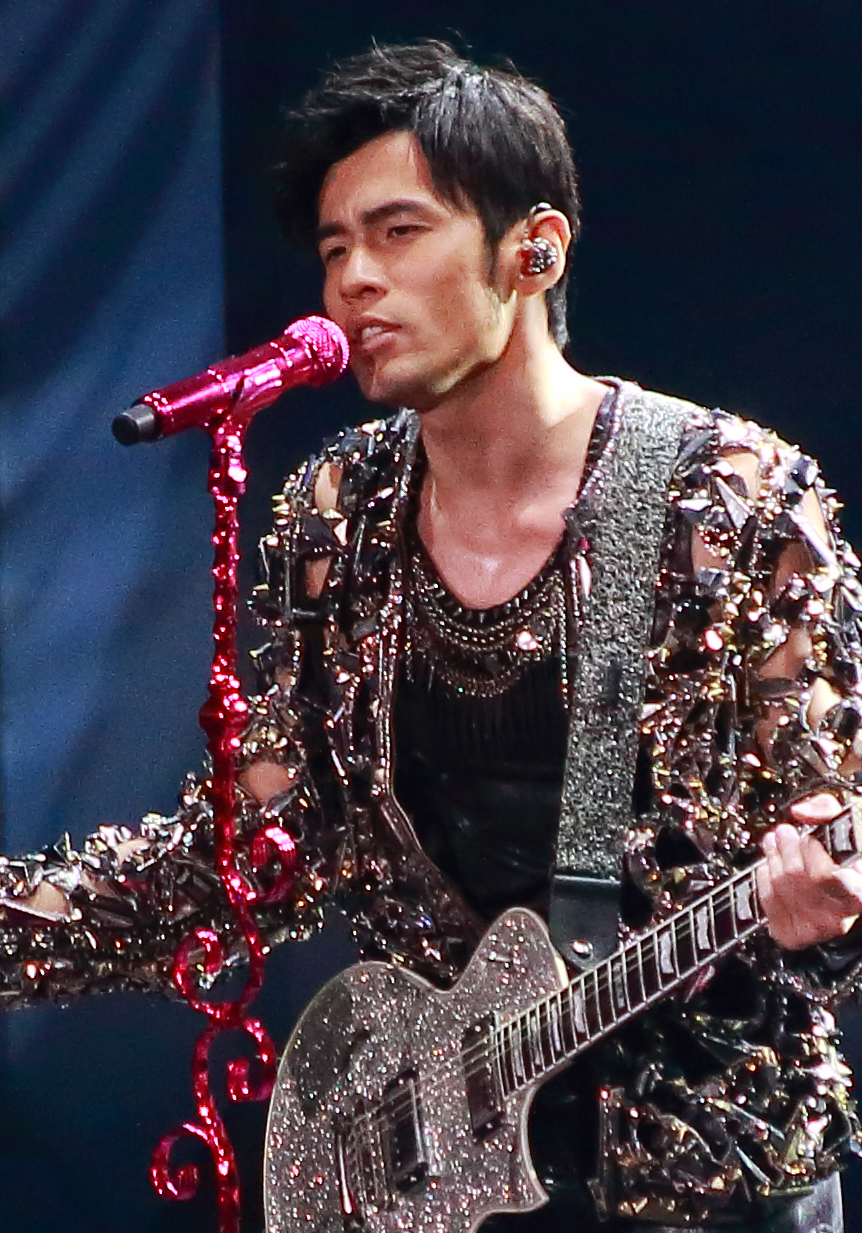
Jay Chou, 2013

Jay Chou (chinesisch 周杰倫 / 周杰伦, Pinyin Zhōu Jiélún, W.-G. Chou Chieh-lun, kantonesisch Chou Kit-lun, Pe̍h-ōe-jī Chiu Kia̍t-lûn, * 18. Januar 1979 in Taipei, Taiwan) ist ein taiwanischer Musiker, Komponist und Schauspieler, der hauptsächlich R&B- und Rap-Musik macht. Er ist bekannt für kreative Kombinationen aus westlichen und chinesischen Musikstilen. Somit produziert Chou eher ungewöhnliche Musik, die dem Mainstream-Pop Taiwans nicht sehr ähnlich ist. In seinen Texten wird außerdem eine größere Bandbreite an Themen behandelt.

## Biographie
Jay Chou wurde von seiner Mutter aufgezogen und war ein ruhiges und schüchternes Kind. Weil er sich bereits sehr früh für Musik interessierte, begann er mit drei Jahren Klavier zu spielen. Im Alter von 16 Jahren schrieb er bereits Songs für damals erfolgreiche Musiker.
Seinen ersten Auftritt im Musikgeschäft hatte Chou, als er gemeinsam mit einer Freundin an einer Talentshow teilnahm. Hier trat er als Pianist auf. Zwar landeten sie weit abgeschlagen hinter den Gewinnern, aber der Produzent der Show beschloss, Chou wegen seiner beeindruckend komplexen Klavierpartitur eine Chance zu geben. Weil Jays Aussehen nicht mit dem der großen Stars mithalten konnte, arbeitete er zuerst nur als Komponist für andere Künstler, darunter Vivian Hsu und Jacky Wu. Viele dieser Songs wurden große Hits, dabei bestanden die Lieder meist aus einfacheren Klanggerüsten.
2000 wurde beschlossen, dass Chou unter seinem eigenen Namen ein Album veröffentlichen durfte. Sein erstes Album Jay wurde ein großer Erfolg, obwohl nur wenige Leute damit gerechnet hatten, und das sogar im ganzen chinesischen Sprachraum (darunter z. B. dem chinesischen Festland, Taiwan, Hongkong, Macau, Malaysia, Singapur etc.). Als sein zweites Album Fantasy, das weniger experimentelle, sondern eher radiotaugliche Songs enthielt, veröffentlicht wurde, gehörte er bereits zu den größten Pop-Stars im chinesischen Sprachraum. Die CD, mit der er die größten Erfolge im Finanziellen und bei den Kritikern feiern konnte, ist sein drittes Album The 8 Dimensions.
2005 spielte Jay eine Rolle im Film Initial D (Takumi Fujiwara), der sich an einem japanischen Manga orientierte. Der Film wurde ein großer Erfolg in Asien mit Premieren in Taiwan, China, Hongkong, Singapur, Malaysia, Thailand und Japan. Außerdem gehören noch andere Stars wie Anne Suzuki, Edison Chen und Anthony Wong Chau-Sang zur Besetzung.
2006 spielte er neben Gong Li und Chow Yun-Fat in dem Film Der Fluch der goldenen Blume vom Regisseur Zhang Yimou den kaiserlichen Prinzen Jai; der Film wurde ebenfalls in Asien ein großer Erfolg. Im selben Jahr gewann er den World Music Award.
2009 plante Sony Pictures für die Kinos ein Remake der Serie The Green Hornet, und es gelang den Machern, neben Cameron Diaz und Christoph Waltz Jay Chou für die Rolle des Kato zu gewinnen. Der Film unter der Regie von Michel Gondry kam am 13. Januar 2011 in die deutschen Kinos.
Seit 2015 ist er mit Hannah Quinlivan verheiratet. Sie haben gemeinsam drei Kinder.
Im April 2016 erwarb Chou das professionelle League-of-Legends-Team Taipei Assassins und benannte es in J Gaming um.
Im November 2021 gab er ein virtuelles Konzert im Metaversum The Sandbox.

## Filmografie (Auswahl)
- 2003: Hidden Track (Cham chau Chou Chieh Lun)
- 2005: Initial D – The Movie (Tau man ji D)
- 2006: Der Fluch der goldenen Blume (Mǎn chéng jìn dài huángjīnjiǎ)
- 2007: Secret (Bùnéng shuō de mìmì)
- 2008: Shaolin Basketball Hero (Gong fu guan lan)
- 2009: True Legend (Su Qi-er)
- 2011: The Green Hornet
- 2012: The Viral Factor (Jik zin)
- 2013: The Rooftop (Tian tai ai qing)
- 2016: Die Unfassbaren 2 (Now You See Me 2)

## Diskografie (Auswahl)

### Studioalben
- Jay (2000)
- Fantasy (2001)
- The Eight Dimensions (2002)
- Ye Huimei (2003), dieses Album ist zu Ehren von Chous Mutter, Ye Huimei
- Qi Li Xiang – Common Jasmine Orange (2004)
- November’s Chopin (2005)
- Still Fantasy (2006)
- On the Run (2007)
- Capricorn (2008)
- The Era (2010)
- Exclamation Mark (2011)
- Opus 12 (2012)
- Hey Not bad (2014)
- Jay Chou’s Bedtime Stories (2016)

### Livealben
- The One Live CD (2002)
- Incomparable Concert (Wu Yu Lun Bi) (2005)
- 2007 World Tour Live (2008)

### EPs
- Fantasy Plus (2001)
- Nun-Chuks (2002)
- Hidden Track EP (2003)
- J-III (2005)
- Jay Chou: The Undisputed (2005)
- Huo Yuan Chia (2006)

## Auszeichnungen für Musikverkäufe
| Goldene Schallplatte - Singapur - 2019: für das Album Ye Huimei - 2020: für das Album Jay - 2021: für die Single Waiting For You | Platin-Schallplatte - Singapur - 2020: für das Album On the Run - 2020: für das Album November’s Chopin - 2020: für das Album Opus 12 - 2021: für das Album Capricorn |

| Land/RegionAuszeichnungen für Musikverkäufe (Land/Region, Auszeichnungen, Verkäufe, Quellen) | Gold     | Platin     | Verkäufe | Quellen     |
| -------------------------------------------------------------------------------------------- | -------- | ---------- | -------- | ----------- |
| Singapur (RIAS)                                                                              | 3× Gold3 | 4× Platin4 | 55.000   | rias.org.sg |
| Insgesamt                                                                                    | 3× Gold3 | 4× Platin4 |          |             |